# La forca
La forca (títol original en anglès, The Gallows) és una pel·lícula de terror sobrenatural estatunidenca de 2015 escrita i dirigida per Chris Lofing i Travis Cluff. La pel·lícula és protagonitzada per Reese Mishler, Pfeifer Brown, Ryan Shoos i Cassidy Gifford. La pel·lícula se situa en vint anys després d'un horrible accident durant una obra de teatre de l'escola d'una petita ciutat. Els estudiants ressusciten l'espectacle fallit en un intent equivocat d'honorar l'aniversari de la tragèdia, però aviat descobreixen que algunes coses són millor deixar-les en pau. Va ser produït per Jason Blum a través de Blumhouse Productions, Guymon Casady a través d'Entertainment 360, Chris Lofing i Travis Cluff amb Tremendum Pictures. S'ha doblat i subtitulat al català.
El desenvolupament de La forca va començar el 2011 quan Chris Lofing i Travis Cluff van penjar un nou tràiler de la pel·lícula. El vídeo es va fer viral i va ser vist pel productor Dean Schneider de l'empresa Management 360 que els va convidar a la seva oficina de Los Angeles, va signar un contracte de representació i finançament a través de la divisió de producció de la seva empresa Entertainment 360 i la van adjudicat a Jason Blum, propietari de l'empresa Blumhouse Productions, especialitzada en la producció de pel·lícules de baix pressupost, per distribuir l'adaptació de la pel·lícula. Per consell de Blum, Lofing i Cluff van invertir en noves gravacions i, de fet, durant els dos anys següents, la gran majoria de la pel·lícula (al voltant del 80%) es va tornar a rodar. Per a això, tots dos van dirigir càstings amb l'ajuda d'una agent de Fresno, Carolyn D'Vere, i es van escollir tres actors: Shoos, Brown i Mishler. Gifford s'hi va unir a l'últim moment, després que s'assabentés que una actriu que va participar en la versió original havia perdut molt de pes. Gifford va ser recomanada pels seus famosos pares, però Cluff va destacar que va guanyar el paper pels seus propis mèrits, i ell mateix inicialment no va pensar que l'actriu acceptaria participar-hi.
La forca es va estrenar als Estats Units a càrrec Warner Bros. Pictures i New Line Cinema el 10 de juliol de 2015. Va rebre crítiques negatives i va recaptar 43 milions de dòlars a tot el món. L'octubre de 2019 es va estrenar una seqüela, The Gallows Act II.